# Franz Xaver Steinmetzer
Franz Xaver Steinmetzer (* 12. Januar 1879 in Dauba, Nordböhmen; † 1945 im Sammellager Slaný) war ein römisch-katholischer Theologe, Religionswissenschaftler, Orientalist, Assyriologe und Autor.

## Leben
Franz Xaver Steinmetzer wurde am 12. Januar 1879 als Sohn eines Arztes in der Stadt Dauba in Nordböhmen geboren. Nach dem Besuch des Gymnasiums in Prag absolvierte er in weiterer Folge ein theologisches Studium an der Deutschen Universität Prag und wirkte nach seiner Priesterweihe im Jahre 1901 ein Jahr lang in der Seelsorge in Petschau. Bereits im Jahre 1902 wurde er als Hochschuladjunkt an die theologische Fakultät der Universität Prag berufen, wo er seine wissenschaftliche Ausbildung fortsetzte. Des Weiteren studierte er sechs Semester an der Universität Berlin, wo er sich vor allem dem orientalischen Sprachstudium widmete. Zu seinen Professoren zählten unter anderem Adolf Erman, Adolf Harnack, Eduard Meyer und besonders der Assyriologe Friedrich Delitzsch. Hier schloss er sich im Herbst 1905 auch der Studentenverbindung AV Hansea Berlin zu Köln an. In Prag besuchte Steinmetzer auch das Seminar für orientalische Sprachen und das Institut Judaicum. 1905 erfolgte seine Promotion zum Dr. theol. in Prag und 1909 zum Dr. phil. in Berlin. Im Jahre 1908 habilitierte er sich an der Deutschen Universität Prag und wurde noch im selben Jahr zum Professor an der theologischen Lehranstalt in Leitmeritz bestellt. 
1910 wurde er zum außerordentlichen Professor für Bibelstudium an der Deutschen Universität Prag, ehe er 1912 zum ordentlichen Professor und in den Jahren 1916/17 zum Dekan aufstieg. 
Steinmetzer galt als ein äußerst vielseitiger Orientalist und Begründer der Assyriologie in Prag. In Prag lehrte er auch am Orientalischen Institut und bemühte sich ab 1924 auch in der Gesellschaft zur Förderung der deutschen Wissenschaft, Kunst und Literatur in Prag. 
Während des Zweiten Weltkriegs lehrte Steinmetzer zudem an der theologischen und juristischen Fakultät der Deutschen Universität Prag, die während dieser Zeit den Namen Reichsuniversität Prag trug. In den Wirren nach dem Zweiten Weltkrieg starb Steinmetzer im Jahre 1945 noch vor seiner Aussiedelung aus der Tschechoslowakei im Sammellager in Slaný. Über die genauen Umstände und den genauen Todestag ist nichts bekannt.

## Werke (Auswahl)
- 1907: Neue Untersuchung über die Geschichtlichkeit der Juditherzählung
- 1909: Eine Schenkungsurkunde des Königs Melišichu bzw. Die Schenkungsurkunde des Königs Melišihu an seinen Sohn Marduk-aplam-iddina (Dissertation)
- 1910: Die Geschichte der Geburt und Kindheit Christi und ihr Verhältnis zur babylonischen Mythe
- 1917: Jesus, der Jungfrauensohn und die altorientalische Mythe
- 1919: Über den Grundbesitz in Babylonien in der Kassitenzeit
- 1922: Die babylonischen Kudurru
- 1924: Jesus und wir Arier. Eine zeitgemäße Frage neu beleuchtet
- 1936: Die heilige Stunde. Betrachtungen nach Angaben der Heiligen Schrift mit einer Kreuzwegandacht als Anh.
- 1938: Empfangen vom Heiligen Geiste ... Eine Auseinandersetzung mit der Antike
- Der heilige Petrus: Nach den Angaben des Neuen Testaments
- Der Stern von Bethlehem
- Einleitung in das Neue Testament